# Anglo-danski rat
Anglo-danski rat (1807. – 1814.) ili Rat topovnjača (eng. Gunboat War, dan. Kanonbådskrigen, nor. Kanonbåtkrigen), poslije mira u Tilzitu Velika Britanija se pobojala da će car Napoléon I. iskoristiti Dansku i njenu flotu (20 linijskih brodova, 17 fregata i veći broj topovnjača i manjih ratnih brodova) za provođenje svoje kontinentalne blokade koju je objavio 21. studenog 1806., pa je to odlučila spriječiti silom.

## Tijek oružanog sukoba prije objave rata (opsada Kopenhagena)
Napoléon je u srpnju 1807. zahtijevao od Danske da zatvori svoje luke britanskoj trgovini, na taj pritisak, britanski poslanik je 9. kolovoza zatražio da Danska odmah zaključi savez s Velikom Britanijom, da njena flota bude internirana u britanske luke i da se otok Sjælland posednu Britanci do zaključenja mira u Europi. Danska je odbila zahtjeve i počela s pripremama za obranu. Pošto je glavnina danske vojske bila u Holsteinu, u pomoć je pozvano stanovništvo Kopenhagena (za 4 dana prikupljeno je 14,000 branitelja). Pomorska strana Kopenhagena ojačana je usidrenim i potopljenim brodovima. Britanci su protiv danske flote angažirali fiotu od 25 linijskih brodova, 40 fregata i 380 transportnih brodova, na koje je ukrcano 29,000 vojnika. Bez prethodne objave rata, britanske jedinice su se iskrcale 16. kolovoza sjeverno od Kopenhagena koji je sutradan opkoljen s kopna i mora. U osmodnevnim borbama na morskim i kopnenim prilazima Kopenhagenu i pribrežju otoka. Šelana zauzet je vanjski pojas utvrđenja. Pošto je zapovjednik Kopenhagena, Ernst Peymann, odbio predati grad i flotu, 2. rujna počelo je bombardiranje, koje je s prekidima trajalo do 5. rujna. Gradu je nanijeta velika šteta, a bilo je i znatnih gubitaka u ljudstvu, naročito upotrebom, Kongrinovih raketa. Zapovjednik grada potisao je kapitulaciju 7. rujna, no prije toga dao je zapovijed da se unište sva skladišta i brodove u gradu. Britanci su 21. rujna otplovili sa zaplijenjenim Danskim brodovima koji su brojali 16 fregata, 5 korveta, 38 manjih brodova i ratnim plijenom ukrcanim na 100 transportnih brodova. Danski prijestolonasljednik — regent, Frederick VI., nije ratificirao ugovor o kapitulaciji, pa je rat nastavljen. Velika Britanija ga je i 4. studenog 1807. formaIno objavila. 

## Tijek oružanog sukoba nakon objave rata
Rat se vodio isključivo na moru između pojedinačnih brodova, manjih sastava topovnjača (otud i naziv rat topovnjača)i u vidu krstaričkog rata — Danci su zadobili 335, a Britanci 400 brodova. Na samom početku rata Britanci su u svojim lukama zapljenili 600 danskih trgovačkih brodova, a Danci 67 britanskih. 
Mirom u Kielu od 14. siječnja 1814. Danska je ustupila otok Helgoland Velikoj Britaniji, Norvešku Švedskoj, a dobila je Lauenberg. Od flote su joj ostala 2 linijska broda, 2 fregate i 186 manjih ratnih brodova. Norveškoj su dodeljena 122 mala ratna broda. 